# هاري كار
هاري كار (8 أكتوبر 1907 في المملكة المتحدة - 18 أغسطس 1943 بمرليبون في المملكة المتحدة) (بالإنجليزية: Harry Carr)‏ هو صحفي ولاعب كريكت بريطاني (وحمل سابقاً جنسية المملكة المتحدة لبريطانيا العظمى وأيرلندا). لعب مع نادي مقاطعة غلاموركن للكريكت ‏.

## وصلات خارجية
- هاري كار على موقع إي آس بي آن كريك إنفو (الإنجليزية)